# Santiago de Compostela-i repülőtér
A Santiago de Compostela-i repülőtér (IATA: SCQ, ICAO: LEST) egy nemzetközi repülőtér Santiago de Compostela közelében. A légikikötő 1937-ben nyílt meg. Éves utasforgalma 3 236 619 fő (2022). Üzemeltetője az AENA.

## Forgalom
Az utasforgalom az elmúlt években az alábbi módon változott:
| Utasok száma | 1 332 893 | 1 240 730 | 1 843 118 | 2 050 172 | 2 172 869 | 2 194 611 | 2 296 409 | 2 645 362 | 935 394 | 3 236 619 |
|              | 2000      | 2002      | 2005      | 2007      | 2010      | 2012      | 2015      | 2017      | 2020    | 2022      |

## Kifutópályák
A repülőtér futópályái:
- 17/35 (3140 m, 45 m, aszfalt)

## Légitársaságok és úticélok
2025-ben a Santiago de Compostela-i repülőtérről az alábbi járatok indulnak (Utoljára frissítve: 2025-08-16):
| Légitársaság  | Célállomások |
| ------------- | --- |
| Aer Lingus    | Szezonális: Dublin |
| easyJet       | Basel/Mulhouse, Genf |
| Edelweiss Air | Szezonális: Zurich |
| Iberia        | Bilbao, Madrid Szezonális: Fuerteventura, Funchal, Gran Canaria,[forrás?] Melilla, Tenerife–North |
| Lufthansa     | Szezonális: Frankfurt |
| Ryanair       | Alicante, Barcelona, Gran Canaria, Lanzarote, London–Stansted, Madrid (vége 2025 október 24-től), Málaga, Palma de Mallorca, Seville, Tenerife–South, Valencia, Zaragoza Szezonális: Charleroi, Dublin, Fuerteventura, Ibiza, Memmingen, Menorca                                 |
| Vueling       | Barcelona, Fuerteventura, Gran Canaria, Lanzarote, London–Gatwick, London–Heathrow, Málaga, Palma de Mallorca, Párizs-Charles de Gaulle repülőtér (vége 2025 október 25-től), Párizs–Orly (kezdődik 2025 október 26-tól), Seville, Tenerife–North Szezonális: Amszterdam, Bilbao |